# Górnik Zabrze w sezonie 1995/1996
Sezon 1995/1996 klubu Górnik Zabrze.

## Sezon
Po zajęciu 5. miejsca w poprzednim sezonie Górnik rozpoczął nowy od rywalizacji w Pucharze Intertoto. Dla klubu z Zabrza ostatni na długie lata występ na arenie międzynarodowej był nieudany, gdyż zajął w swojej grupie ostatnie miejsce, przegrywając wszystkie 4 mecze.
Również w rozgrywkach ligowych Górnik radził sobie słabo, notując najniższą od kilkunastu lat pozycję na koniec sezonu. Jak pokazały następne ligowe potyczki był to początek najtrudniejszego okresu w dziejach klubu, który po latach sukcesów w trakcie kolejnych zmagań o Mistrzostwo Polski najczęściej walczył o utrzymanie w najwyższej klasie rozgrywkowej.
Piłkarze Górnika obejrzeli w czasie meczów I ligi aż 6 czerwonych kartek i pod tym względem był to sezon rekordowy w dziejach klubu.
Po stronie plusów można zaliczyć ligowy debiut późniejszego reprezentanta kraju, Marcina Kuźby, który już w pierwszym sezonie, w wieku 18 lat, ustrzelił hat tricka. Bramki w kolejnych dwóch sezonach uczyniły go jednym z najskuteczniejszych napastników Górnika lat 90.
W Górniku po raz pierwszy w historii wystąpili też piłkarze z zagranicy, jednak Białorusini Łamaka i Karasiou nim opuścili śląski klub, rozegrali ledwie kilka spotkań.

## Rozgrywki
- I liga: 12. miejsce
- Puchar Polski: 1/8 finału
- Puchar Intertoto: faza grupowa

## Wyniki
|    | Dzień                |   | Przeciwnik            | Wynik   | Rozgrywki                  | Strzelcy bramek |
| -- | -------------------- | - | --------------------- | ------- | -------------------------- | --------------- |
| 1  | 24 czerwca 1995      | W | Aarhus GF             | 1:4     | Puchar Intertoto           |                 |
| 2  | 1 lipca 1995         | D | FC Basel              | 1:2     | Puchar Intertoto           |                 |
| 3  | 8 lipca 1995         | W | Sheffield Wednesday   | 2:3     | Puchar Intertoto           |                 |
| 4  | 22 lipca 1995        | D | Karlsruher SC         | 1:6     | Puchar Intertoto           |                 |
| 5  | 29 lipca 1995        | W | GKS Bełchatów         | 4:3     | I liga, kolejka 1          |                 |
| 6  | 5 sierpnia 1995      | D | Siarka Tarnobrzeg     | 0:0     | I liga, kolejka 2          |                 |
| 7  | 19 sierpnia 1995     | D | Widzew Łódź           | 1:1     | I liga, kolejka 3          |                 |
| 8  | 27 sierpnia 1995     | W | Legia Warszawa        | 0:1     | I liga, kolejka 4          |                 |
| 9  | 30 sierpnia 1995     | D | Stal Mielec           | 3:1     | I liga, kolejka 5          |                 |
| 10 | 8 września 1995      | W | Lech Poznań           | 1:4     | I liga, kolejka 6          |                 |
| 11 | 17 września 1995     | D | Zagłębie Lubin        | 1:2     | I liga, kolejka 7          |                 |
| 12 | 20 września 1995     | W | GKS Katowice          | 0:2     | I liga, kolejka 8          |                 |
| 13 | 23 września 1995     | W | Sokół Pniewy          | 2:1     | I liga, kolejka 9          |                 |
| 14 | 30 września 1995     | D | Hutnik Kraków         | 2:2     | I liga, kolejka 10         |                 |
| 15 | 4 października 1995  | W | Pogoń Szczecin        | 0:0     | I liga, kolejka 11         |                 |
| 16 | 15 października 1995 | W | Śląsk Wrocław         | 1:2     | I liga, kolejka 12         |                 |
| 17 | 21 października 1995 | D | ŁKS Łódź              | 3:2     | I liga, kolejka 13         |                 |
| 18 | 25 października 1995 | W | Motor Lublin          | 3:1     | Puchar Polski, 1/16 finału |                 |
| 19 | 28 października 1995 | W | Raków Częstochowa     | 2:2     | I liga, kolejka 14         |                 |
| 20 | 4 listopada 1995     | D | Lechia/Olimpia Gdańsk | 2:0     | I liga, kolejka 15         |                 |
| 21 | 8 listopada 1995     | W | Amica Wronki          | 0:2     | I liga, kolejka 16         |                 |
| 22 | 18 listopada 1995    | D | Stomil Olsztyn        | 3:2     | I liga, kolejka 17         |                 |
| 23 | 22 listopada 1995    | W | Arka Gdynia           | 4:2 pd. | Puchar Polski, 1/8 finału  |                 |
| 24 | 23 marca 1996        | D | GKS Katowice          | 0:4     | I liga, kolejka 20         |                 |
| 25 | 30 marca 1996        | W | Widzew Łódź           | 1:4     | I liga, kolejka 21         |                 |
| 26 | 3 kwietnia 1996      | D | GKS Bełchatów         | 3:3     | I liga, kolejka 18         |                 |
| 27 | 6 kwietnia 1996      | D | Legia Warszawa        | 3:2     | I liga, kolejka 22         |                 |
| 28 | 10 kwietnia 1996     | W | Pogoń Oleśnica        | 0:1 pd. | Puchar Polski, 1/4 finału  |                 |
| 29 | 13 kwietnia 1996     | W | Stal Mielec           | 1:0     | I liga, kolejka 23         |                 |
| 30 | 20 kwietnia 1996     | D | Lech Poznań           | 2:2     | I liga, kolejka 24         |                 |
| 31 | 24 kwietnia 1996     | W | Zagłębie Lubin        | 1:2     | I liga, kolejka 25         |                 |
| 32 | 28 kwietnia 1996     | D | Sokół Pniewy          | 0:0     | I liga, kolejka 26         |                 |
| 33 | 4 maja 1996          | W | Hutnik Kraków         | 0:0     | I liga, kolejka 27         |                 |
| 34 | 8 maja 1996          | W | Siarka Tarnobrzeg     | 2:0     | I liga, kolejka 19         |                 |
| 35 | 11 maja 1996         | D | Pogoń Szczecin        | 1:1     | I liga, kolejka 28         |                 |
| 36 | 15 maja 1996         | D | Śląsk Wrocław         | 2:2     | I liga, kolejka 29         |                 |
| 37 | 18 maja 1996         | W | ŁKS Łódź              | 0:1     | I liga, kolejka 30         |                 |
| 38 | 22 maja 1996         | D | Raków Częstochowa     | 1:2     | I liga, kolejka 31         |                 |
| 39 | 25 maja 1996         | W | Lechia/Olimpia Gdańsk | 1:1     | I liga, kolejka 32         |                 |
| 40 | 5 czerwca 1996       | D | Amica Wronki          | 2:1     | I liga, kolejka 33         |                 |
| 41 | 12 czerwca 1996      | W | Stomil Olsztyn        | 0:0     | I liga, kolejka 34         |                 |

- D – dom
- W – wyjazd